# スイーツの女王様
『スイーツの女王様』は、主にTOKYO MX・北海道放送・福島中央テレビ・新潟放送・チューリップテレビ・西日本放送で2023年から放送されているテレビ番組。

## 概要
2023年3月17日、新番組制作の発表がされた。

## 放送内容
| 回 | 放送日         | テーマ             | 店名                                                                                   |
| -- | -------------- | ------------------ | -------------------------------------------------------------------------------------- |
| 1  | 2023年 7月13日 | パフェ             | デリーモ（日比谷）、アトリエコータ（虎ノ門）、パフェテリア ベル（渋谷）                |
| 2  | 7月20日        | プチガトー         | Lange Tokyo Le Musse（銀座）、トシヨロイヅカ（京橋）、パスカル・ル・ガック東京（赤坂） |
| 3  | 7月27日        | チョコレートケーキ | クリオロ（小竹向原）、カフェラントマン（青山）、マジドゥショコラ（自由が丘）           |
| 4  | 8月3日         | プリン             | タマクーヘン（二子玉川）、Roman Records Cafe（学芸大学）、サリュー（北参道）           |
| 5  | 8月10日        | バスクチーズケーキ | カーサデガスタ（白金高輪）、Escribà（渋谷）、熟成バスクチーズケーキ直売所（蒲田）      |
| 6  | 8月17日        | バターサンド       | beillevaire（麻布十番）、銀座ベーカリー（銀座）、kssa nanaha（自由が丘）               |

## 出演者

### レギュラー
- ダレノガレ明美[2]
- 甘党男子[2]
  - 室井一馬
  - 石塚利彦
  - 三上義貴
  - 神久保翔也
  - 成瀬敦志
  - 菅井義久

### ナレーション
- 福島亜美

## エンディング曲
- 甘党男子「バームクーヘン」（作詞：西野蒟蒻、作曲：ひろせP、編曲：鎌田瑞穂、レーベル：dhg Records）

## スタッフ
- 企画・プロデューサー：山守文雄、和田哲幸（サンミュージック名古屋）
- ディレクター：道具由美子、山西創介
- アシスタントディレクター：榊󠄀原侑政
- 構成：上野耕一郎
- 編集：下川まり子
- 協力：日本ご当地アイドル活性協会
- 制作著作：ディーイー

## 放送局
- TOKYO MX（独立系）
- 北海道放送（TBS系）
- 福島中央テレビ（日テレ系）
- 新潟放送（TBS系）
- チューリップテレビ（富山県・TBS系）[3]
- 西日本放送（岡山県／香川県・日テレ系）